# Johann Heinrich Scheibler (Textilfabrikant, 1705)

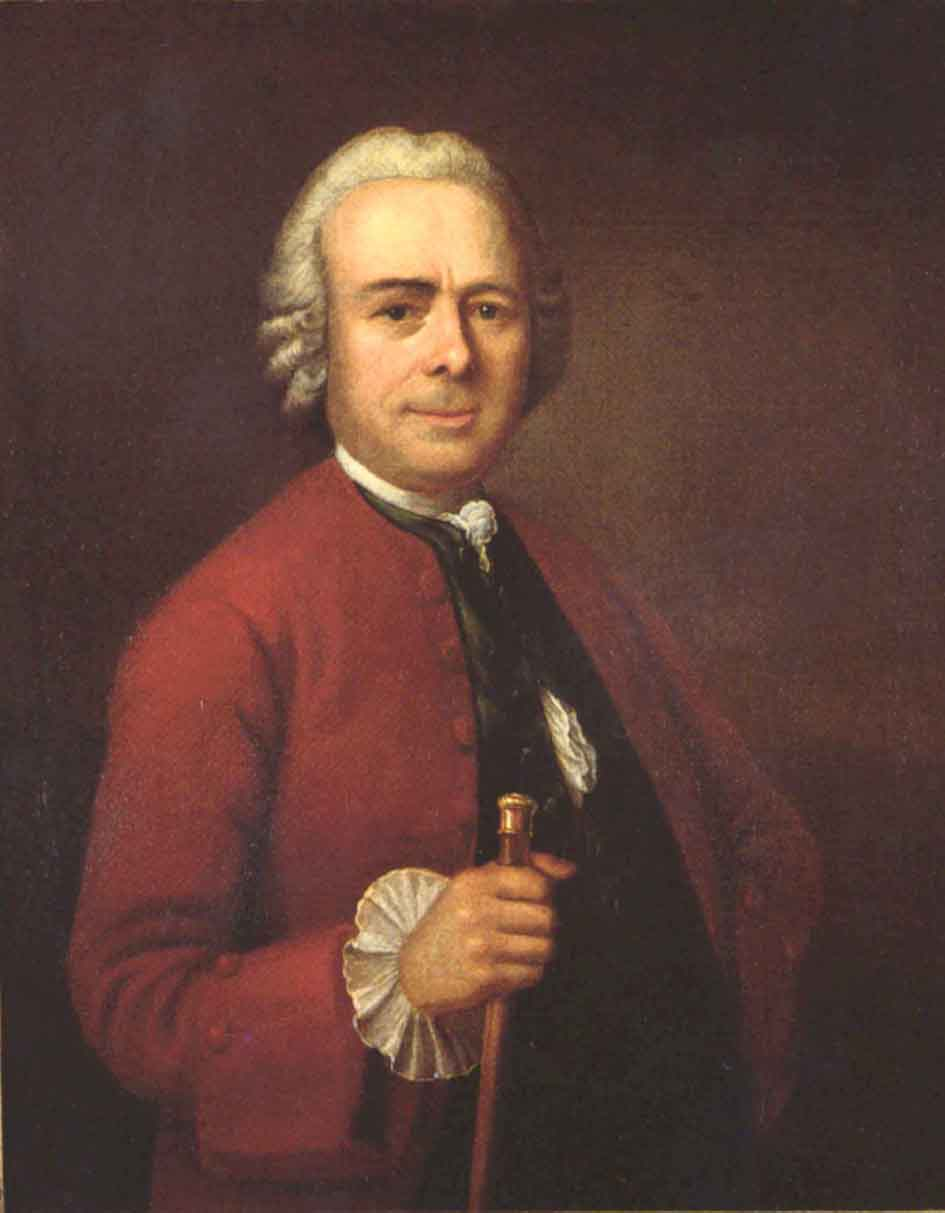
Johann Heinrich Scheibler (Monschau)

Johann Heinrich Scheibler (* 14. September 1705 in Volberg; † 26. August 1765 in Monschau) war ein deutscher Tuchfabrikant und Erbauer des Roten Hauses in Monschau.

## Leben und Wirken
Der Sohn des Pfarrers Bernhard Georg Scheibler (1674–1743) und der Johanna Katharina Wittenius (1675–1749) sowie Enkel des Generalsuperintendenten Johannes Scheibler und Urenkel des Philosophen Christoph Scheibler durchlief nach dem Besuch der Lateinschule im Minoritenkloster Lennep ab 1720 eine Ausbildung zum Tuchhändler in der Tuchfabrik Matthias Offermann in der Eifelgemeinde Imgenbroich bei Monschau.
Drei Jahre später heiratete Scheibler die Tochter seines Lehrherrn, Maria Agnes Offermann (1698–1752), deren erster Ehemann, der Tuchfabrikant Christoph Schlösser aus Monschau, bereits 1720 unerwartet verstorben war. Dadurch war Maria Agnes Erbin einer gut gehenden Tuchfabrik geworden, die Johann Heinrich übernahm, weiterführte und ausbaute, vor allem den Komplex der Scheiblerfabrik Rosenthal. In den folgenden Jahren begann er unter anderem Merinowolle aus Spanien zu importieren und diese durch Verbesserung der Fabrikationsmethoden und der Färbe- und Appreturtechniken sowie durch Aufgreifen aktueller Modetrends und mit Spezialisierung auf Luxusartikel zu verarbeiten. Für diese Arbeiten stellte er sowohl Spinnerinnen und Heimweberinnen aus der näheren Umgebung als auch Facharbeiter aus Flandern ein. Zeitweise beschäftigte er dabei zwischen 4000 und 6000 Mitarbeiter. Dies führte allerdings auch zu Konflikten zwischen der alteingesessenen durchweg katholischen und ländlich geprägten Bevölkerung und den eingewanderten, mehrheitlich protestantischen Spezialisten, die zudem auf Grund der unterschiedlichen Glaubensrichtung meist auch unter sich blieben. Da letztere darüber hinaus versuchten, das Zunftrecht für sich in Anspruch zu nehmen, um damit bessere Arbeitsbedingungen und höhere Löhne durchzusetzen, kam es immer wieder zu Aufständen, die Scheibler und später auch seine Nachfolger zusammen mit anderen ansässigen Tuchfabrikanten und der Gemeinderegierung niederschlagen konnte. Dennoch konnte sich im Jahre 1777 auf den Kompromiss der Bildung einer Krankenkasse nach dem Vorbild zünftlerischer Selbsthilfe unter Leitung der Unternehmer geeinigt werden.
Johann Heinrich Scheibler ließ in seiner Fabrik nach neuesten Rezepten ein- und mehrfarbige Tuche anfertigen, die den flandrischen, französischen und englischen Tuchen auf den überregionalen Märkten erfolgreich Konkurrenz boten. Mittels eines ausgeklügelten Vertriebssystems und über bestimmte Kommissionshäuser verkaufte er seine Markenartikel nicht nur europaweit, sondern auch in Russland, in der Türkei, in Ägypten und Persien. Diesem wirtschaftlichen Erfolg Scheiblers und seiner Familie war es zu verdanken, dass Monschau seitdem über viele Jahrzehnte eine Hochburg der Tuchindustrie wurde und dadurch einen enormen gesellschaftlichen Aufstieg erlebte.
Nach seinem Tod im Jahre 1765 führten seine Söhne Bernhard, Paul, Ernst und Wilhelm Scheibler und der Stiefsohn Mathias Schlösser die Firma J. H. Scheibler nicht fort, sondern gründeten eigene Firmen, zunächst in Monschau, später auch in anderen Städten Deutschlands und im europäischen Ausland. Die Söhne und ihre Nachfolger diversifizierten ihre Firmen in spezielle Fachgebiete der Tuchherstellung, in chemische Produktionen und Handelsaktivitäten. Die letzte der Scheiblerfirmen, die sich in Monschau der Tuchweberei widmete, nämlich die Scheiblerfabrik Dreistegen, stellte in den 1960er-Jahren ihren Betrieb ein.

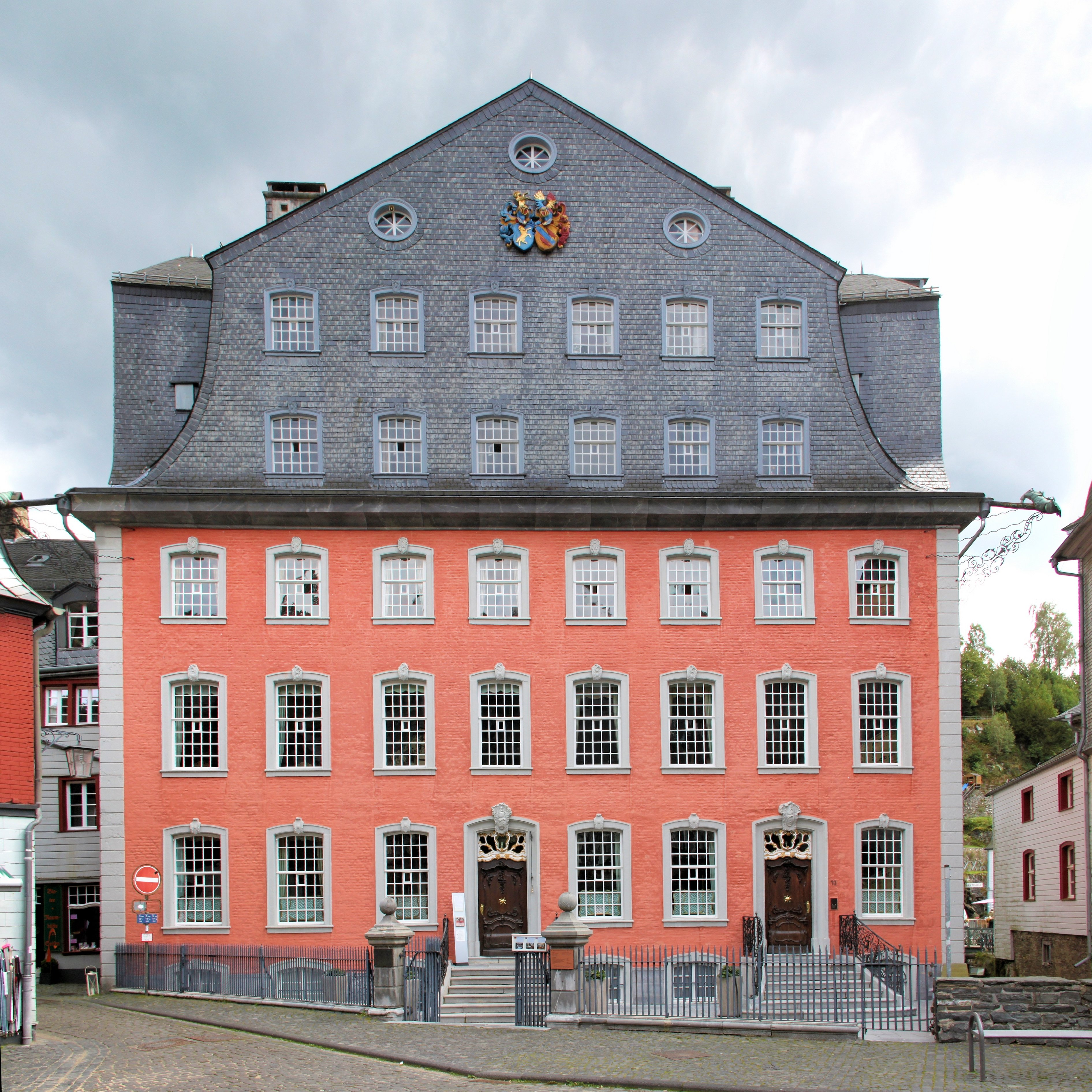
Rotes Haus Monschau – Stammsitz der Familie – erbaut von Johann Heinrich Scheibler

Der mit dem Erfolg einhergehende Wohlstand Scheiblers zeigte sich auch im Bau eines repräsentativen Wohn- und Geschäftshauses, des Roten Hauses in Monschau, welches er zwischen 1752 und 1768 in den Stilen des Rokoko, Louis-seize und Empire errichten ließ. Dieser Besitz blieb, trotz mehrerer Erbteilungen, mehr als einhundert Jahre im Besitz der weit verzweigten Unternehmerfamilie Scheibler, bis Anfang des 20. Jahrhunderts Carl Scheibler und Bernhard Scheibler das Rote Haus von Dritter Seite für die Familie Scheibler zurück erwarben. Hans Carl Scheibler, der Sohn des Kölner Industriellen Carl Johann Heinrich Scheibler, überführte im Jahre 1963 das Rote Haus als Ganzes zusammen mit dem integrierten Familienarchiv in die von ihm gegründete Stiftung Scheibler-Museum Rotes Haus. Diese Stiftung wurde schließlich 1987/8 dem Landschaftsverband Rheinland als Depositum eingegliedert und der Öffentlichkeit zugänglich gemacht.

## Familie
Aus seiner Ehe mit Maria Agnes Offermann, verwitwete Schloesser, entstanden sechs Söhne und fünf Töchter. Sein ältester Sohn, Bernhard Georg von Scheibler (1724–1786)
stieg zunächst frühzeitig aus dem väterlichen Betrieb aus und gründete eigene Tuchfabriken in Monschau, Eupen, Hagen und Herdecke, übernahm dann aber nach dem Tode des Vaters wieder die Monschauer Betriebe. Im Jahre 1781 wurde Bernhard Georg als Erster der Familie Scheibler mit der Erhebung in dem Reichsadelstand geehrt.
Drei weitere Söhne von Johann Heinrich Scheibler, Paul Christoph (1726–1797), Johann Ernst (1731–1773) und Wilhelm Scheibler (1737–1797), verblieben zunächst im väterlichen Betrieb, wobei Wilhelm die Firma Johann Heinrich Scheibler & Söhne ab 1777 zunächst als Alleineigentümer weiterführte. Dessen Sohn Friedrich Jakob (1774–1834) firmierte die Firma aber wieder zusammen mit auswärtigen Partnern zur Firma Scheibler, Ronstorff, Rahlenbeck & Comp. um. Wilhelms zweiter Sohn Johann Heinrich Scheibler (1777–1837) tat es dagegen seinem Großvater gleich und baute wie dieser, allerdings nun in Krefeld, die florierende Samt- und Seidenfabrikation Scheibler & Co auf, die 1965 zu Scheibler & Peltzer GmbH fusionierte und schließlich 1998 in die Girmes Werke Grefrath einfloss. Die jüngste Tochter von Johann Heinrich Scheibler, Maria Christina Katharina (1740–1807), heiratete den Kölner Textilkaufmann Christoph Andreae (1735–1804), der mit seiner Familie in Mülheim eine Leinen- und Seidenfabrik betrieb.